# Обстріли Новослобідської сільської громади
Обстріли Новослобідської сільської громади — серія обстрілів та авіаударів російськими військами території та населених пунктів Новослобідської сільської територіальної громади Конотопського (колишнього Путивльського району) Сумської області в ході повномасштабного російського вторгнення в Україну.
Наказом Міністерства з питань реінтеграції тимчасово окупованих територій України територія громади з 24 травня 2022 року була внесена до оновленого переліку територій України, де тривають бойові дії, або які перебувають в окупації російських військ. Жителям громади, зареєстрованим як внутрішньо переміщені особи (ВПО), здійснюватимуться виплати.

## 2022

### 23 квітня
Вночі з 22 на 23 квітня російські військові, за даними генштабу ЗСУ, задіяли безпілотник з району населеного пункту Глушково. Так вони уточнювали положення українських військ на сумському напрямку.
Вдень 23 квітня зі сторони Російської Федерації здійснено артилерійський обстріл прикордонного села Бояро-Лежачі Новослобідської сільської громади. В результаті цього було пошкоджено два житлові будинки. Обійшлося без жертв.
За фактом порушення законів та звичаїв війни проводиться досудове розслідування слідчим відділення поліції № 2 (м. Путивль) Конотопського районного відділу ГУНП в Сумській області. За даними слідства, військовослужбовці збройних сил РФ застосували засоби ведення війни, заборонені міжнародним правом. Обстріл села Бояро-Лежачі вівся із застосуванням великокаліберної артилерійської зброї.

### 25 квітня
Увечері 25 квітня з боку російського селища Тьоткіно з важкого озброєння стріляли в напрямку українського села Рівне Конотопського району, — повідомили у Державній прикордонній службі України. Було зафіксовано 15 прильотів. Згодом, неподалік від цього ж села лунали постріли зі стрілецької зброї.
Ще два прильоти з важкого озброєння прогриміли між селами Бунякине та Нова Слобода Конотопського району.

### 9 травня
Близько 22 години росіяни обстріляли територію Новослобідської громади, — повідомив голова Сумської обласної Військової адміністрації Дмитро Живицький. Ніхто не постраждав. Інформації щодо руйнувань також не було.

### 17 травня
За інформацією губернатора Курської області Романа Старовойта близько 5 години ранку 17 травня 2022 року із крупнокаліберної зброї було обстріляне село Алєксєєвка в Глушковському районі Курської області. «У відповідь нашими прикордонниками обстріл був швидко подавлений», — написав він.
Трохи пізніше, цього ж дня, з 9:30 до 10:00 українські прикордонники зафіксували 70 вибухів в напрямку села Бояро-Лежачі Новослобідської громади.

### 18 травня
Надвечір, близько 22:00, по території Путивльщини з території сусідньої країни ворог відкривав автоматні черги. Втрат і постраждалих людей не було.

### 20 травня
За інформацією Генерального штабу ЗСУ у ніч з 19 на 20 березня були обстріляні села Бояро-Лежачі та Бруски у Сумській області з артилерії та мінометів.

### 22 травня
За інформацією Генерального штабу ЗСУ російські війська обстріляли населені пункти та інфраструктурні об'єкти в районі сіл Бояро-Лежачі, Бунякине та Гірки Новослобідської сільської громади.

### 24 травня
За інформацією оперативного командування «Північ» о 17:05-17:18 24 травня було зафіксовано 7 пострілів з території Росії в бік населеного пункту Бояро-Лежачі. Ймовірно, ворог гатив мінометом. Втрат серед особового складу та техніки не було. Про втрати, поранення серед місцевого населення чи пошкодження цивільної інфраструктури інформація також не надходила. За даними Генштабу ЗСУ, на Сіверському напрямку Росія продовжує вживати заходів з прикриття ділянки українсько-російського кордону та обладнання опорних пунктів на території Брянської області.

### 27 травня
О 17:56 27 травня, за повідомленням ОК «Північ», було зафіксовано 10 вибухів в напрямку села Юр'єве, очевидно, з міномету калібру 120 мм. Інформації про загиблих та поранених серед місцевого населення та щодо пошкодження цивільної інфраструктури не було.

### 28 травня
О 10:19 ранку українські військовики зафіксували 10 вибухів в напрямку Бояро-Лежачі з території Росії. За інформацією оперативного командування «Північ», ймовірно, вогонь вівся з міномету 120 мм калібру. Втрат серед особового складу та техніки не було.

### 29 травня
Близько 07:35 29 травня з території РФ відбувся обстріл в напрямку Бояро-Лежачів (Новослобідська громада). Зафіксовано орієнтовно 20 вибухів. Втрат серед особового складу та техніки не було, — повідомили в ОК «Північ».
Вдруге за добу обстріли почалися близько 17.20-17.45. Було зафіксувано близько 30 вибухів в районі Бояро-Лежачів. Попередньо — обстріли військовими РФ з мінометів. Як повідомили в ОК «Північ», втрат серед особового складу та техніки не було.

### 30 травня
Протягом всього дня війська ЗС РФ здійснювали артилерійські обстріли з території РФ прикордонних районів України, а саме населених пунктів Бояро-Лежачі та Манухівка Сумської області, повідомив Генштаб ЗСУ.

### 15 червня
Удень росіяни двічі обстріляли Новослобідську громаду.

### 22 червня
У ніч з 21 на 22 червня армія РФ обстрілювала з мінометів Новослобідську громаду, повідомив голова Сумської ОВА Дмитро Живицький. Жертв та руйнувань попередньо не було.

### 25 червня
У ніч з 24 на 25 червня росіяни обстріляли з артилерії позиції Сил оборони у районі села Бояро-Лежачі на Сумщині, повідомили у Генеральному штабі ЗСУ.

### 30 червня
Близько 13 години дня в районі села Бояро-Лежачі спостерігачі Новослобідської громади зафіксували 15 кулеметних пострілів. Постраждалих та руйнувань не було, повідомили в Сумській обласній військовій адміністрації.

### 1 липня
Обстріли велися по території Новослобідської громади. За інформацією голови Сумської ОВА Дмитра Живицького були пошкоджені фермерські господарства, електромережі, водонапірна башта та помешкання.

### 2 липня
За інформаціє Генерального штабу ЗСУ російські війська обстріляли село Нова Слобода.

### 3 липня
Приблизно о 10 годині ранку в Новослобідській громаді при мінометному обстрілі було пошкоджено два приватні будинки, зупинку громадського транспорту та лінію електропередач повідомив голова Сумської ОВА Дмитро Живицький.

### 4 липня
Близько 17 години росіяни мінометним обстрілом по Новослобідській громаді зруйнували господарчу споруду та електромережі.

### 5 липня
З восьмої ранку 5 липня військові РФ почали обстрілювати Новослобідську громаду з міномету: 10 влучань. Було пошкоджено два домоволодіння, повибивані вікна та лінії електропередач, повідомив голова Сумської ОВА Дмитро Живицький.

### 14 липня
Під російським вогнем перебувало село Рівне Конотопського району. Про це повідомили у Telegram-каналі Поліції Сумської області. Також обстріли підтвердили на сторінці у Facebook Східного регіонального управлінні ДПСУ. За даними фактами відкриті кримінально провадження за ст. 438 Кримінального кодексу України «Порушення законів та звичаїв війни». Поліція документує наслідки обстрілів. Унаслідок обстрілів жертв не було.

### 16 липня
Ближче до обіду із реактивних систем залпового вогню військові ЗС РФ обстріляли село Манухівку Новослобідську громаду, всього 27 пострілів. За інформацією голови Сумської ОВА Дмитра Живицького, були пошкоджені цивільні господарства, будівлі, лінії електропередач. Також відбувся артосбтріл Шалигінської громади. Ввечері зафіксували ще 14 пострілів з реактивної артилерії по Новослобідській громаді. Також цю інформацію підтвердили в ДПСУ та в Нацполіції Сумщини. За даними фактами у поліції відкрито кримінальні провадження за ст. 110 "Посягання на територіальну цілісність і недоторканність України" та ст. 438 "Порушення законів та звичаїв війни" Кримінального кодексу України.

### 17 липня
Надвечір військові ЗС РФ вели обстріл території громади з російського містечка Тьоткіно. Обійшлося без жертв, повідомили в Нацполіції Сумської області.

### 19 липня
Територію громади вдень обстріляли з прикордонних територій з різних видів озброєння. Постраждалих не було.

### 20 липня
По Новослобідській громаді надвечір росіяни відкрили вогонь з реактивних систем залпового вогню: 10 вибухів, повідомив Дмитро Живицький, голова Сумської ОВА.

### 29 листопада
По Новослобідській громаді росіяни стріляли зі ствольної артилерії. Було зафіксовано 29 “прильотів”, які пошкодили 3 зерносклади, 2 трактори, 3 автомобілі, адмінбудівлю підприємства та лінії електропередач.

## 2023

### 21 березня
Новослобідську громаду з території рф обстріляли зі ствольної 152 мм артилерії - 20 вибухів.

### 13 вересня
Російських обстрілів зазнали Великописарівська, Есманьська, Краснопільська, Юнаківська, Миколаївська. Хотінська, Середино-Будська, Новослобідська та Білопільська громади Сумської області.

### 17 вересня
З вертольотів, артилерії та мінометів із території РФ були обстріляні Краснопільська, Новослобідська, Білопільська, Хотинська, Юнаківська та Зноб-Новгородська громади Сумської області.

### 22 листопада
"Протягом дня зафіксовано 17 обстрілів прикордонних територій та населених пунктів Сумської області. Зафіксовано 54 вибухи. Обстрілу зазнали Краснопільська, Юнаківська, Великописарівська, Білопільська, Новослобідська, Путивльська, Глухівська, Шалигинська, Знобсько-Новгородська, Есманьська, Середино-Будська громади", - зазначається в повідомленні Сумської ОВА. Зокрема, росіяни обстріляли з мінометів громади: Краснопільську (5 вибухів), Есманьську (18 вибухів), Середино-Будську (3 вибухи), Глухівську (1 вибух), Шалигинську (1 вибух), Новослобідську (1 вибух), Путивльську (6 мін), Зноб-Новгородську (5 вибухів).

### 25 листопада
За даними Сумської обладміністрації, окупанти обстріляли з мінометів прикордонні громади: Великописарівську (6 вибухів), Хотінську (2 міни), Зноб-Новгородську (6 вибухів). Миропільську (8 вибухів), Новослобідську (3 вибухи).

## 2024

### 19 лютого
У Новослобідській громаді зафіксовано мінометні обстріли (22 вибухи) з території РФ. Унаслідок обстрілу попередньо дістали поранення 4 цивільні особи, яких госпіталізовано до лікувального закладу. Крім того, сталася атака ворожого FPV-дрона.

### 26 лютого
Новослобідська громада зазнала обстрілу з РСЗВ "Град2 (6 вибухів).

### 10 березня
Новослобідська громада перебувала під вогнем РСЗВ та артилерії (13 і 12 вибухів відповідно).

### 13 березня
У Новослобідській громаді був артилерійський (5 вибухів) та обстріл із міномета (22 вибухи).

### 16 березня
Росіяни били з артилерії (3 вибухи) і мінометів (34 вибухи) по Новослобідській громаді.

### 17 березня
В Новослобідській громаді зафіксований артилерійський обстріл (2 вибухи).

### 22 березня
Новослобідська громада, зафіксовано обстріл з артилерії (8 вибухів) і міномета (2 вибухи).

### 23 березня
На Новослобідську громаду росіяни скинули 2 міни.

### 25 березня
Мінометного обстрілу зазнали Новослобідська (8 вибухів) і Середино-Будська (7 мін) громади.

### 28 березня
Із мінометів ворог гатив по Путивльській (3 вибухи) та Новослобідській (9 мін) громадах.

### 30 березня
Новослобідська громада: 8 мін скинули росіяни на територію громади.

### 02 квітня
Новослобідська громада: ворог бив з мінометів (1 вибух).

### 05 квітня
Зафіксовано обстріли з РСЗВ (18 вибухів), артилерії (3 вибухи) та міномету (4 вибухи).

### 18 квітня
4 міни скинули росіяни на території громади.

### 20 квітня
6 мін скинули росіяни на територію громади. Також був артобстріл (3 вибухи).

### 23 квітня
Зафіксовано артилерійський обстріл (10 вибухів).

### 27 квітня
Ворог бив по території громади з артилерії (5 вибухів), мінометів (6 вибухів), РСЗВ (20 вибухів).

### 28 квітня
Здійснено артилерійський обстріл (5 вибухів).

### 30 квітня
3 міни скинув ворог на територію громади.

### 4 травня
9 мін скинули росіяни на територію громади.

### 9 травня
Новослобідська громада: були обстріли з мінометів (10 вибухів).

### 14 травня
На території громади відбулися скидання з БпЛА вибухового пристрою (можливо ВОГ) (1 вибух), обстріл зі ствольної артилерії (3 вибухи).

### 15 травня
По громаді здійснено мінометні обстріли. Зафіксовано 22 вибухи.

### 16 травня
"Протягом дня росіяни здійснили 32 обстріли прикордонних територій та населених пунктів Сумської області. Зафіксовано 166 вибухів. Обстрілу зазнали Білопільська, Краснопільська, Великописарівська, Новослобідська, Глухівська, Есманьська, Шалигинська, Дружбівська, Середино-Будська, Зноб-Новгородська громади", - ідеться в повідомленні Сумської ОВА.

### 17 травня
"Протягом дня росіяни здійснили 44 обстріли прикордонних територій і населених пунктів Сумської області. Зафіксовано 183 вибухи. Обстрілу зазнали Хотинська, Юнаківська, Білопільська, Миропільська, Краснопільська, Великописарівська, Новослобідська, Есманьська, Шалигинська, Середино-Будська громади", - зазначається в повідомленні Сумської обласної військової адміністрації.

### 18 травня
"Протягом дня росіяни здійснили 46 обстрілів прикордонних територій та населених пунктів Сумської області. Зафіксовано 284 вибухи. Обстрілу зазнали Миколаївська, Хотінська, Юнаківська, Білопільська, Краснопільська, Великописарівська, Новослобідська, Есманьська, Шалигинська, Середино-Будська громади", - йдеться в повідомленні Сумської обласної військової адміністрації.

### 24 травня
По Новослобідській громаді росіяни вдарили з артилерії (10 вибухів).

### 25 травня
Ворог бив з мінометів (3 вибухи).

### 28 травня
Здійснено мінометний обстріл громади. Зафіксовано 4 вибухи.

### 2 червня
4 міни скинув ворог на територію громади.

### 4 червня
Зафіксовано обстріл з РСЗВ (9 вибухів).

### 5 червня
Здійснено скидання з БПЛА вибухового пристрою (2 вибухи).

### 8 червня
Ворог бив по громаді з мінометів (10 вибухів).

### 11 червня
"Протягом дня росіяни здійснили 15 обстрілів прикордонних територій та населених пунктів Сумської області. Зафіксовано 39 вибухів. Обстріли зазнали Хотінська, Миропільська, Білопільська, Краснопільська, Великописарівська, Новослобідська, Шалигінська громади", - зазначається в повідомленні Сумської ОВА.

### 12 червня
"Протягом дня росіяни здійснили 14 обстрілів прикордонних територій і населених пунктів Сумської області. Зафіксовано 41 вибух. Обстрілів зазнали Хотінська, Білопільська, Краснопільська, Великописарівська, Новослобідська, Есманьська громади", - ідеться в повідомленні.Сумської ОВА.

### 21 червня
Зафіксовано мінометний обстріл громади (3 вибухи).

### 24 червня
По громаді здійснено мінометний обстріл (4 вибухи).

### 28 червня
9 мін скинув ворог на територію громади.

### 5 липня
Зафіксовано атаку FPV дроном (1 вибух).

### 11 липня
Зафіксовано удар 1 FPV-дроном (1 вибух).

### 15 липня
По громаді нанесено удар 1 FPV-дрону (1 вибух).

### 19 липня
Здійснено обстріл громади з використанням 2 FPV-дронів (2 вибухи).

### 21 липня
Здійснено обстріл громади з використанням 1 FPV-дрону (1 вибух).

### 22 липня
Зафіксовано скидання вибухового пристрою типу ВОГ (1 вибух) з ворожого БпЛА квадрокоптерного типу.

### 25 липня
З території рф здійснено обстріл з використанням 2 FPV дронів (2 вибухи).

### 31 липня
Зафіксовано атаку FPV дронами (5 вибухів). Внаслідок обстрілу отримав поранення місцевий житель. Також були обстріли з міномету (11 вибухів).

### 2 серпня
З території рф здійснено атаку БПЛА – скидання вибухового пристрою (1 вибух) та атаку FPV дронами (5 вибухів). Внаслідок атаки поранення отримали 2 цивільні особи.

### 3 серпня
1 міну скинули росіяни на територію громади. Також завдано атаки FPV дронами (4 вибухи).

### 5 серпня
Зафіксовано скидання ВОГ з БпЛА на громаду. Зафіксовано 5 вибухів.

### 7 серпня
По громаді нанесено авіаудар КАБ (2 вибухи).

### 8 серпня
Були мінометні обстріли (4 вибухи).

### 10 серпня
Ворог бив по громаді з мінометів (9 вибухів) та наніс авіаудар КАБ (3 вибухи).

### 11 серпня
По громаді були мінометні обстріли (18 вибухів), обстріли зі ствольної артилерії (10 вибухів), авіаудар КАБ (2 вибухи).

### 12 серпня
росіяни вдарили по громаді з артилерії (7 вибухів).

### 14 серпня
Були авіаудар КАБ (3 вибухи), обстріл з мінометів (6 вибухів).

### 15 серпня
Зафіксовано авіаудари КАБ (5 вибухів).

### 16 серпня
Здійснено авіаудари КАБ (4 вибухи), обстріл з мінометів (2 вибухи).

### 17 серпня
Здійснено удар FPV дроном (1 вибух).

### 18 серпня
Зафіксовано удар FPV дроном (1 вибух).

### 19 серпня
Здійснено обстріл FPV-дроном (1 вибух).

### 20 серпня
Були авіаудари КАБ (6 вибухів).

### 21 серпня
7 мін скинув ворог на територію громади. Також завдано обстріли FPV-дронами (2 вибухи), авіаудару КАБ (3 вибухи).

### 22 серпня
Зафіксовано авіаудари КАБ по громаді (4 вибухи).

### 24 серпня
Здійснено обстріл FPV-дроном (1 вибух).

### 25 серпня
По громаді завдано авіаударів (КАБ) (7 вибухів), обстрілу FPV-дронами (2 вибухи), артобстрілу (2 вибухи).

### 26 серпня
Зафіксовано мінометний обстріл громади (3 вибухи).

### 28 серпня
По громаді здійснено мінометний обстріл (4 вибухи).

### 29 серпня
По громаді здійснено удар FPV-дроном (1 вибух).

### 30 серпня
Здійснено атаку FPV-дроном (3 вибухи), мінометний обстріл (9 вибухів).

### 1 вересня
Ворог здійснив пуск авіабомби КАБ. Зафіксовано 1 вибух.